# 邵福旿
邵福旿（1894年—1981年），字秀甫，男，江苏常熟人，中国大陆交通工程专家，曾任唐山铁道学院、西南交通大学教授。